# Villa Sant’Antonio
Villa Sant’Antonio – miejscowość i gmina we Włoszech, w regionie Sardynia, w prowincji Oristano.
Według danych na rok 2004 gminę zamieszkiwały 454 osoby, 23,9 os./km². Graniczy z Albagiara, Assolo, Asuni, Mogorella, Ruinas i Senis.